# 山口村立神坂小学校
山口村立神坂小学校 （やまぐちそんりつ みさかしょうがっこう）は、かつて岐阜県中津川市（旧・長野県木曽郡山口村）に存在した公立小学校。
中津川市の小学校として存在したのは2005年（平成17年）2月13日から3月31日のわずかな期間である。この期間は中津川市に神坂小学校は2校（山口村立神坂小学校、中津川市立神坂小学校）存在したため、旧・山口村の神坂小学校を「山口村立神坂小学校」として記述する。

## 概要
- 元々は長野県西筑摩郡神坂村の神坂村立神坂小学校であった。神坂村が中津川市に越県合併を行おうとしたさいに長野県議会が反対したことによる混乱が発生。自治庁（後の自治省・現在の総務省）が裁定により、馬籠地区が山口村に編入、神坂村自体（湯舟沢地区のみ）は中津川市に合併となった。神坂小学校は中津川市立の小学校となったため、山口村が馬籠地区の児童のために急遽開校したのが山口村立神坂小学校である。
- 校舎は馬籠ふるさと学校として使用されている[1]。

## 沿革
神坂村立神坂小学校については中津川市立神坂小学校#沿革を参照。
- 1958年（昭和33年）
  - 10月14日 - 山口村に編入された峠地区、馬籠地区、荒町地区のために、山口村立神坂小学校として開校し、校舎が無かったため、民家8軒を借りて授業を行う。
  - 10月25日　- 永昌寺[注釈 2]で開校式を行う。
- 1959年（昭和34年） - 山口村杁[注釈 3]に校舎が完成。分散授業を解消。
- 1999年（平成11年） - 新校舎（木造2階建）、体育館（鉄筋コンクリート造） が完成。
- 2005年（平成17年）
  - 2月13日 - 山口村が中津川市に越県編入される。
  - 3月31日 - 中津川市立神坂小学校と統合し廃校。